# Brendan MacKay
Brendan MacKay (* 7. Juni 1997 in Calgary) ist ein kanadischer Freestyle-Skier. Er startet in der Disziplin Halfpipe.

## Werdegang
MacKay nahm im Januar 2013 in Copper Mountain erstmals am Weltcup teil und belegte dabei den 33. Platz. Bei den Weltmeisterschaften 2017 in Sierra Nevada wurde er Siebter. Im März 2017 erreichte er mit Platz fünf in Tignes seine erste Top-Zehn-Platzierung im Weltcup. In der Saison 2018/19 kam er im Weltcup zweimal unter die ersten Zehn und errang damit den neunten Platz im Halfpipe-Weltcup. Beim Saisonhöhepunkt, den Weltmeisterschaften 2019 in Park City, fuhr er auf den 11. Platz. In der folgenden Saison erreichte er mit vier Top-Zehn-Platzierungen, darunter Platz zwei in Calgary, den 13. Platz im Gesamtweltcup und den vierten Rang im Halfpipe-Weltcup. Bei den Winter-X-Games 2020 in Aspen gewann er die Bronzemedaille. In der Saison 2020/21 wurde er bei den Winter-X-Games 2021 Vierter und bei den Weltmeisterschaften 2021 in Aspen Siebter. Zudem errang er den zweiten Platz im Halfpipe-Weltcup. In der folgenden Saison holte er in Calgary zwei Weltcupsiege und gewann damit den Halfpipe-Weltcup. Zudem wurde er Vierter im Park & Pipe-Weltcup und belegte beim Saisonhöhepunkt, den Olympischen Winterspielen 2022 in Peking, den neunten Platz. In der Saison 2022/23 erreichte er mit drei zweiten Plätzen den fünften Platz im Park & Pipe-Weltcup sowie den zweiten Rang im Halfpipe-Weltcup und kam bei den Winter-X-Games 2023 auf den vierten Platz. Zudem holte er bei den Weltmeisterschaften 2023 in Bakuriani die Goldmedaille. In der Saison 2023/24 wurde er Sechster Halfpipe-Weltcup und Fünfter bei den Winter-X-Games 2024.

## Erfolge

### Weltmeisterschaften
- Sierra Nevada 2017: 7. Halfpipe
- Park City 2019: 11. Halfpipe
- Aspen 2021: 7. Halfpipe
- Bakuriani 2023: 1. Halfpipe

### Weltcupsiege
MacKay errang bisher neun Podestplätze im Weltcup, davon zwei Siege:
| Datum             | Ort     | Land   | Disziplin |
| ----------------- | ------- | ------ | --------- |
| 30. Dezember 2021 | Calgary | Kanada | Halfpipe  |
| 1. Januar 2022    | Calgary | Kanada | Halfpipe  |

### Weltcupwertungen
| Saison  | Gesamt | Gesamt | Park & Pipe | Park & Pipe | Halfpipe | Halfpipe |
| Saison  | Platz  | Punkte | Platz       | Punkte      | Platz    | Punkte   |
| ------- | ------ | ------ | ----------- | ----------- | -------- | -------- |
| 2013/14 | 148.   | 7      | -           | -           | 27.      | 35       |
| 2014/15 | 157.   | 3      | -           | -           | 27.      | 16       |
| 2015/16 | -      | -      | -           | -           | -        | -        |
| 2016/17 | 71.    | 19     | -           | -           | 13.      | 95       |
| 2017/18 | 141.   | 8,83   | -           | -           | 30.      | 53       |
| 2018/19 | 50.    | 23     | -           | -           | 9.       | 115      |
| 2019/20 | 13.    | 46,2   | -           | -           | 4.       | 215      |
| 2020/21 | -      | -      | 14.         | 80          | 2.       | 80       |
| 2021/22 | -      | -      | 4.          | 260         | 1.       | 260      |
| 2022/23 | -      | -      | 5.          | 272         | 2.       | 272      |
| 2023/24 | -      | -      | 23.         | 145         | 6.       | 145      |

### Winter-X-Games
- Winter-X-Games 2020: 3. Halfpipe